# 屈伸 (抗战将领)
屈伸（1911年10月18日—1981年10月22日），字宜之，国民革命军少将。历任参谋，营长，团长，31师参谋处主任，30军参谋处长，第二战区视察专员，第五、第七补给区司令部办公室主任等职。抗日战争期间，参加了娘子关战役、台儿庄大战、武汉保卫战、枣宜会战等战役，尤其在保卫台儿庄城战役的生死关头，发挥了关键作用，成为其抗日战争经历中的亮点。

## 生平
屈伸1911年10月18日（清宣统三年八月二十七）生于陕西三原斗口巷，陕西军官学校、中央陆军军官学校高等教育班第二期毕业，1936年3月18日叙任陆军步兵中校。父亲屈思恭，懂国画，善褐裱，因而与于右任先生结识。1915其父年因病去世后，家璄艰难，为使屈伸读书，母亲為人傭工，补贴家用。当时于右任刚刚创办三原民治小学，屈伸入民治读书，因天资聪敏，再加之刻苦好学，连跳两级毕业。后在于右任的资助下，考入在三原的省立第三师范学校读书，同年，母亲在贫困中自缢身亡。
1925年，革命席卷全国，屈伸决定投笔从戎，报考了楊虎城创办的“三民军官学校”并被录取，为在校年令最小的学员。1926年冬，考入冯玉祥所部第11师当学兵。1928年进入孙连仲所部，历任中尉书记长，上尉、少校，中校参谋。1933年夏，考入黄埔军校（南京中央军校）高等教育班二期。1934年夏毕业后，历任26路军干训所军官队队长，31师人事科中校科长，教育营中校营长，辎重兵营长。1937年任31师上校师参谋处主任，1939年夏，历任30军司令部参谋处处长兼30军直属团团长，30军干部训练教育长兼兵学研究班主任。
抗战胜利后，任北平第五补给区司令部少将主任兼天津荣军院院长。1947年9月，“北平谍案”发生，受到牵连，被迫离开北平，回到老家西安。同年，任第七补给区司令部少将办公室主任。1948年，曾随十八兵团贺龙司令员入川做策反工作，返回西安后，进入西北人民革命大学学习。新中国成立后，任九三学社西安分社宣传部副部长。1958年被错划为右派分子。1979年3月得到平反，恢复公职，任陕西省文史馆员，1981年10月22日，病逝于西安，享年70岁。

## 台儿庄保卫战
1938年3月，国民革命军31师奉命由河南信阳武圣关一带开赴徐州五战区，参加徐州会战，担任固守台儿庄城寨的任务，台儿庄是战区轴心，亦是敌人的攻击重点，如果失守，整个战役计划就会全面落空。战斗打响后，屈伸与师长池峰城把师指挥所设在与台儿庄一河之隔的铁路桥下，就近指挥台儿庄寨内及其附近部队抗击日军进攻。战斗中，屈伸坚持每天进寨联络，随时掌握战斗进展情况。
当台儿庄大部街区被敌占领，池峰城师长因过于劳累，吐血不止，守军阵地仅剩一座西门，台儿庄危在旦夕。屈伸临危受命，果敢主持部队的调遣和指挥作战事宜。他每日必亲至城内巡视，枪林弹雨，身临巷战，鼓励守军坚定信心，死守阵地，同时建议池师长调整部署，几次组织敢死队乘夜进行反击。经过日夜苦战，终于将寨内敌人全部肃清，稳定了战局，取得战役的胜利。
时任31师司令部少校参谋的耿泽山在“台儿庄大战亲临纪实”中对屈伸有详细回忆：“……每当战况处于危急，指挥官犹豫动摇的关键时刻，屈伸都能以无畏的魄力，毫不考虑自己的地位、人事关系与个人利害，毅然采取劝说、鼓励、怒斥，晓以大义甚至越俎代庖，未经师长同意即下达命令，强制旅团长执行，结果几次使危如垒卵的险恶情况，得以转危为安，确实起到中流砥柱的作用”。
据台儿庄大战纪念舘人物介绍，屈伸“……协助师长池峰城指挥台儿庄城寨守卫战，在阵地存亡的关键时刻，发挥了关键作用，堪称幕后英雄”。